# 埼玉県道347号馬引沢飯能線

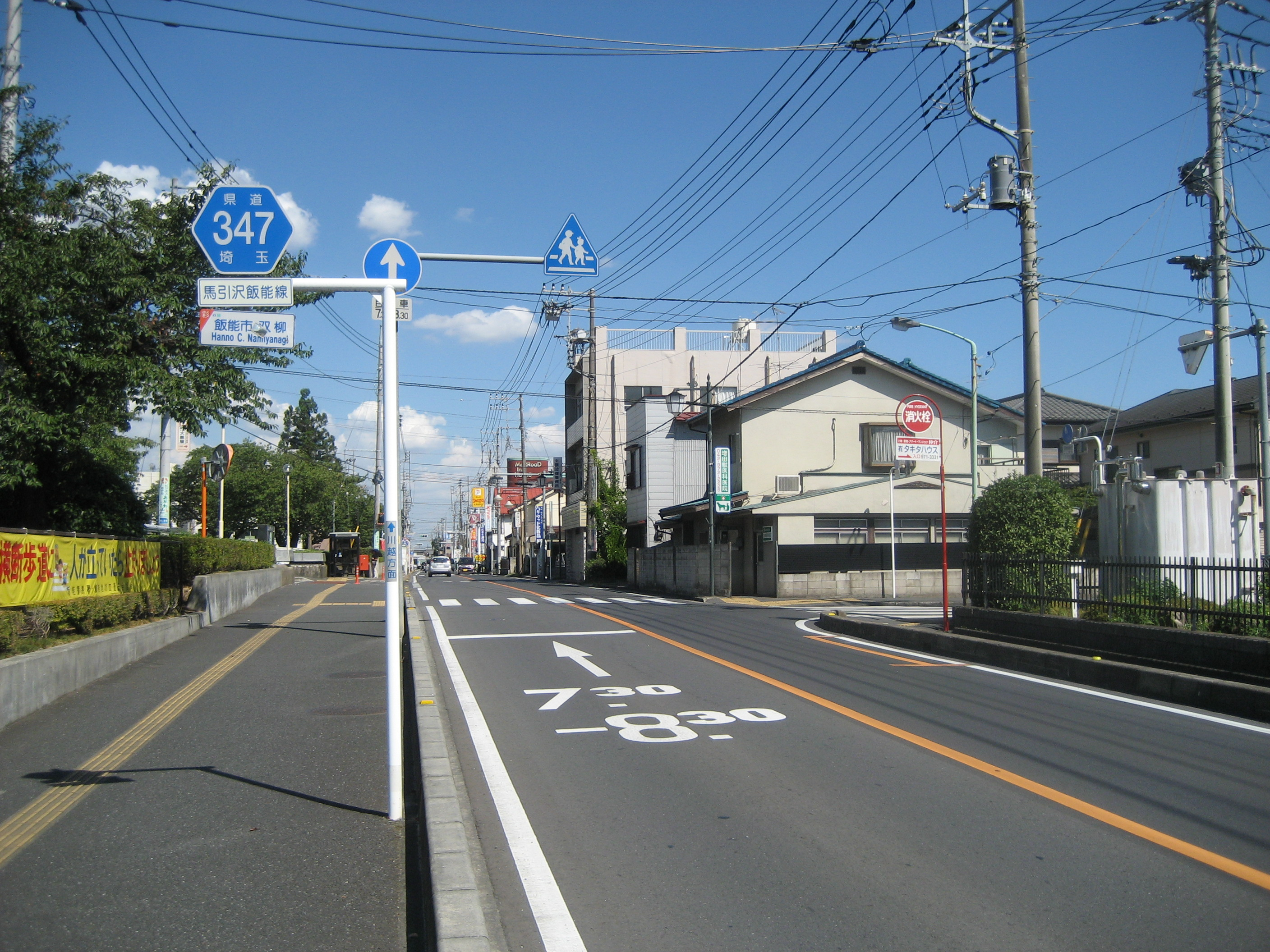
飯能市内

埼玉県道347号馬引沢飯能線（さいたまけんどう347ごう うまびきざわはんのうせん）は、埼玉県狭山市根岸と東飯能駅を結ぶ一般県道である。

## 起点・終点
- 起点:埼玉県道262号日高狭山線
- 終点:国道299号・埼玉県道70号飯能下名栗線（東町交差点）

## 通過する自治体

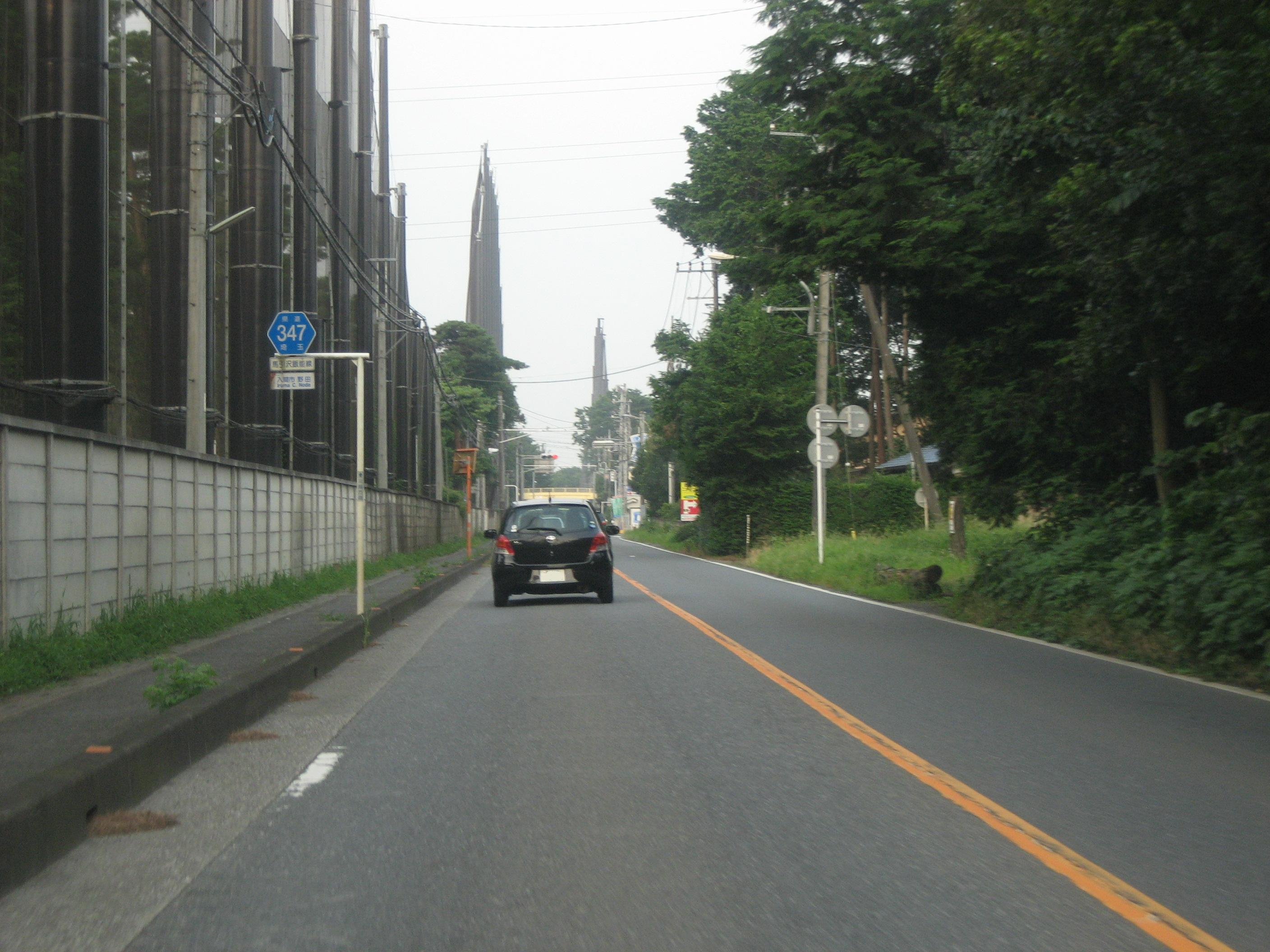
入間市新光付近

- 埼玉県
  - 狭山市
  - 入間市
  - 飯能市

## 重複区間
- 国道299号飯能狭山バイパス（圏央道入口交差点 - セブンイレブン飯能狭山バイパス店付近交差点）
- 埼玉県道185号東飯能停車場線（東飯能駅西交差点 - 終点）

## 交差する道路と鉄道
- 埼玉県道262号日高狭山線・埼玉県道397号堀兼根岸線
- JR八高線
- 西武池袋線
- 国道299号・埼玉県道70号飯能下名栗線（東町交差点）

## 沿線の主な施設
- 武蔵カントリークラブ
- 飯能ゴルフクラブ
- 飯能簡易裁判所
- さいたま地方法務局飯能出張所
- 埼玉県飯能県土整備事務所
- 飯能市役所
- 東飯能駅
- 飯能駅